# Lietuvos Lyga 1923
L'edizione 1923 della Lietuvos Lyga fu la 2ª del massimo campionato di calcio lituano; il titolo fu vinto dall'LFLS Kaunas, giunto al suo secondo titolo.

## Formula
Il campionato era formato da quattro squadre che si incontrarono in gare di andata e ritorno per un totale di 6 turni; erano assegnati due punti alla vittoria, un punto al pareggio e zero per la sconfitta. Non tutti i turni furono disputati a causa del ritiro Makabi Kaunas.

## Classifica finale
|                     | Pos. | Squadra       | Pt | G | V | N | P | GF | GS | DR |
| ------------------- | ---- | ------------- | -- | - | - | - | - | -- | -- | -- |
| Lituania (bandiera) | 1.   | LFLS Kaunas   | 7  | 5 | 3 | 1 | 1 | 12 | 4  | +8 |
|                     | 2.   | KSK Kaunas    | 5  | 5 | 2 | 1 | 2 | 10 | 13 | -3 |
|                     | 3.   | Kovas Kaunas  | 4  | 5 | 1 | 2 | 2 | 6  | 9  | -3 |
|                     | 4.   | Makabi Kaunas | 2  | 3 | 1 | 0 | 2 | 1  | 3  | -2 |